# Karl Mahr
Karl Friedrich Wilhelm Mahr (* 28. November 1890 in Frankfurt am Main; † 24. April 1945 in Berlin) war ein deutscher Grafiker und Holzschneider.

## Leben

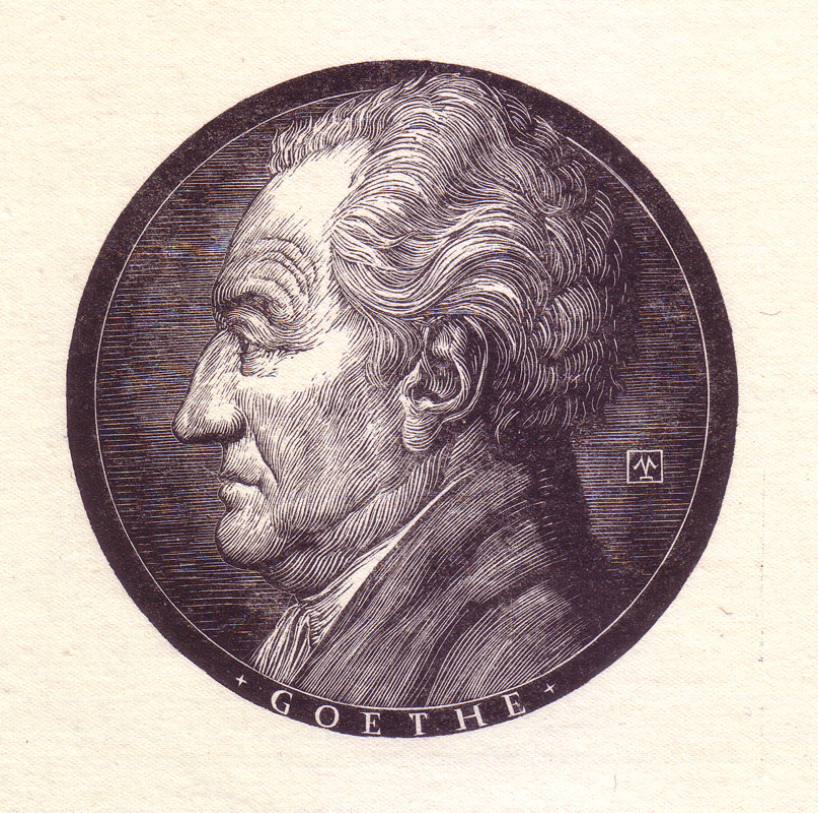
Goethe

Ab 1914 studierte Mahr an der Akademie für graphische Kunst und Buchgewerbe in Leipzig bei Hermann Delitsch. Während des Ersten Weltkrieges wurde er dreimal verwundet. Nach seiner Heimkehr nahm er sein Studium in Leipzig vom 7. Januar 1919 bis 28. Februar 1920 bei Hermann Delitsch, Georg Belwe und Hugo Steiner-Prag wieder auf. Nach 1920 setzte er das Studium an der Hochschule für Gestaltung Offenbach am Main bei Ludwig Enders und Richard Throll fort.
Nach dem Studium  arbeitete er als Buchillustrator meist mit dem Verlag Erich Matthes in Leipzig. 1924 erhielt er von Matthes den Auftrag, die Werke Mumu von Turgenew und Arthur de Gobineaus „Die Renaissance“ zu illustrieren. 1925 illustrierte er die Werke von Hans Sachs: „Der Bauer im Fegefeuer“, „Der Kampf zwischen Frau Armut und Frau Glück“, „Der Krämerkorb“, „Der spielsüchtige Reiter“ und „Eulenspiegel und die Blinden“.
Neben seiner freiberuflichen Tätigkeit war er Mitarbeiter einer Frankfurter Schriftgießerei.
Von 1933 bis 1945 veröffentlichte Mahr zahlreiche Holzschnitte zur Serie „Ewiges Deutschland“. Er beteiligte sich an der Großen Deutschen Kunstausstellung 1937 mit dem Holzschnitt „Drei hessische Bauern“ und 1943 mit „Ulrich von Hutten“.
1935 wurde er als Nachfolger von Georg Trump zum Direktor der Berliner Höheren Graphischen Fachschule berufen. Ab 1937 war er als Direktor der Städtischen Schule für Graphische Kunst tätig und unterrichtete Holzschnitt.
Mahr, der sich zum Volkssturm gemeldet hatte, fiel 1945 – wenige Tage vor der Kapitulation – im Alter von 54 Jahren an der Berliner Siemensbrücke. Er war seit 1922 mit Elsbeth Christine Anna, geborene Stoeriko, verheiratet.
Sein älterer Bruder Georg Mahr (* 1. Mai 1889; † 8. Juli 1967) wurde Bildhauer und Schriftsteller.

## Werke
- Der Druckbuchstabe, Sein Werdegang in der Schriftgiesserei, Offenbach, 1928.
- Vom Entstehen der Schrift, Offenbach: Verein Deutscher Schriftgiessereien e.V., 1928.
- Der erzieherische Wert des Schriftschreibens, Die zeitgemässe Schrift, Berlin/Leipzig: Verlag für Schriftkunde Heintze & Blanckertz., Oct. 1935, S. 30–32.
- Trostbüchlein, in: Der Holzschnitt, Oktober 1931.
- Vom kranken und gesunden Volksbuch, Klimschs Jahrbuch, 1937, S. 71–75.
- Schulen und amtliche Drucksachengestaltung, Klimschs Jahrbuch, 1937, S. 141–144.
- Die Meisterschule für Graphik und Buchgewerbe in Berlin, Druck und Werbekunst, August 1939, S. 276–279
- Gutenbergs Erbe, Gedanken zur Fünfhundertjahrfeier, Klimschs Jahrbuch, 1940, S. 17–18.
- Kalender, Archiv für Buchgewerbe und Gebrauchsgraphik, Leipzig: Deutsche Buchgewerbeverein., 1930, S. 64–74.